# پاپ بندیکت چهاردهم
پاپ بندیکت چهاردهم (به انگلیسی: Benedict XIV) یک از پاپ‌های کلیسای کاتولیک رم بود که در ایتالیا به دنیا آمد و از ۱۷۴۰ تا ۱۷۵۸ میلادی پاپ بود.